# 나카다케 (아소산)
나카다케(中岳)는 구마모토현 아소 산을 구성하는 산 중 하나로, 중앙화구 언덕군(中央火口丘群)의 거의 중앙에 위치하며 가장 활발한 활동을 하고 있는 화산이다. 해발 1,506미터의 나카다케는 제1에서 제7까지의 화구가 있는 아소산 특별지역 기상관측소가 있다. 분화구 주변은 화산 가스에 의해 출입 통제가 이루어진다.

## 개요
최근 80년간 가장 북쪽의 제1화구에서만 분화하고 있다. 현무암질 안산암에서 안산암으로 이루어진 복수 화산에서 산체의 동쪽 절반은 활동 초기에 형성된 고기산체(古期山体)이며, 서쪽 절반은 신기산체(新期山体)와 최신기(最新期) 화쇄구(火砕丘)로 구성되어 있다. 또한 분화구에는 통칭 ‘물웅덩이’로 불리는 분화구가 형성되어있다.
현대 관측망이 정비된 이후의 활동에서는 다음과 같은 활동의 특징을 분석하고 있다.
- 활동이 활발해지면 물웅덩이는 감소 또는 소실되고, 화구 바닥이 끓으면 분화로 이어지는 경우가 많다.
- 며칠 안으로 수습되는 분화는 2년에서 3년마다 발생한다. (예 : 2004년, 2005년, 2011년)
- 몇 년간 활동을 계속하는 분화는 10년부터 20년에 1회 정도 발생한다. (예 : 1933년, 1958년, 1979년, 1989년, 1993년)

또한, 아소산에 있어서 분화 경계 레벨은 다른 화산과 달리 “분화구가 붉게 되어도 분화가 별로 발생하지 않기 때문에 레벨1로 평가되고 있다” 언제 폭발해도 이상하지 않은 경우 지적이 있다.

## 주변 산악
아소오악(일본어: 阿蘇五岳 아소고가쿠[*])을 아소 시에서 보이는 순서대로 나열하면 다음과 같다.
| 순서 | 이름       | 한자     | 높이    |
| ---- | ---------- | -------- | ------- |
| 1    | 네코다케   | 根子岳   | 1,433m  |
| 2    | 다카다케   | 高岳     | 1,592m  |
| 3    | 나카다케   | 中岳     | 1,506m  |
| 4    | 에보시다케 | 烏帽子岳 | 1,337m  |
| 5    | 기시마다케 | 杵島岳   | 1,321mm |

## 교통

### 유료 도로
- 아소산 공원 도로

### 일반지방도
- 구마모토 지방도 111호 아소 요시다선
- 구마모토 지방도 298호 아소공원 하야선

## 같이 보기
- 아소 산